# Канберра Стедіум
Канберра Стедіум (англ. Canberra Stadium) — стадіон, розташований поруч з Австралійським інститутом спорту в Канберрі, Австралія. Є найбільшим спортивним майданчиком у Канберрі. В основному використовується для проведення матчів з регбіліг і регбі, а також футбольних матчів. У зв'язку зі спонсорським угодою називається «GIO-стедіум» (англ. GIO Stadium).

## Історія
Стадіон був побудований в 1977 році для проведення ігор Тихоокеанської конференції, а також для проведення 4-го континентального кубка IAAF. Під час ігор на стадіоні було встановлено досі не побитий світовий рекорд в бігу на 400 метрів спортсменкою із НДР Марітою Кох, а також рекорд в естафеті 4 по 100 метрів командою зі Східної Німеччини, який був побитий тільки на Олімпійських іграх 2012 року в Лондоні.
В кінці 1980-х років бігова доріжка була демонтована і перенесена на допоміжний стадіон АІС. З 1990 року на стадіоні Канберри стала виступати команда «Канберра Рейдерс» з Національної регбійної ліги, яка переїхала з Квінбіана, де виступала з 1982 року. У цьому ж році «Рейдерс» виграли свій другий поспіль чемпіонський титул.
Демонтаж бігової доріжки дозволив проводити на стадіоні матчі з австралійського футболу і в 1995 році тут пройшов офіційний матч між «Вест Коаст Іглз» і «Фітцрою». Тут також проходило безліч передсезонних ігор, особливо часто тут грала команда «Сідней Свонс».
У 1997 році стадіон реконструювали щоб він міг приймати футбольні матчі на Олімпійських іграх 2000 року — були скорочені розміри ігрового поля, через що на ньому більше неможливо було проводити ігри з австралійського футболу.

## Футбольні матчі
| Національні збірні з футболу | Національні збірні з футболу | Національні збірні з футболу | Національні збірні з футболу | Національні збірні з футболу                   | Національні збірні з футболу |
| Дата                         | Збірна #1                    | Рахунок                      | Збірна #2                    | Турнір                                         | Глядачів                     |
| ---------------------------- | ---------------------------- | ---------------------------- | ---------------------------- | ---------------------------------------------- | ---------------------------- |
| 27 січня 1980                | Австралія                    | 0–4                          | Чехословаччина               | Товариський матч                               | 15,283                       |
| 26 лютого 1988               | Австралія                    | 3–0                          | Китайський Тайбей            | Кваліфікація на Літні Олімпійські ігри 1988    |                              |
| 1 листопада 1996             | Австралія                    | 5–0                          | Таїті                        | Фінал Кубка націй ОФК 1996                     | 9,421                        |
| 13 вересня 2000              | Австралія                    | 0–3                          | Німеччина                    | Літні Олімпійські ігри 2000 (Ж) Група E        | 24,800                       |
| 13 вересня 2000              | США                          | 2–2                          | Чехія                        | Літні Олімпійські ігри 2000 (Ч) Група C        | 24,800                       |
| 14 вересня 2000              | КНР                          | 3–1                          | Нігерія                      | Літні Олімпійські ігри 2000 (Ж) Група F        | 16,000                       |
| 14 вересня 2000              | ПАР                          | 1–2                          | Японія                       | Літні Олімпійські ігри 2000 (Ч) Група D        | 17,500                       |
| 16 вересня 2000              | Німеччина                    | 2–1                          | Бразилія                     | Літні Олімпійські ігри 2000 (Ж) Група C        | 22,379                       |
| 16 вересня 2000              | США                          | 1–1                          | Камерун                      | Літні Олімпійські ігри 2000 (Ч) Група C        | 22,379                       |
| 17 вересня 2000              | Норвегія                     | 3–1                          | Нігерія                      | Літні Олімпійські ігри 2000 (Ж) Група F        | 9,150                        |
| 17 вересня 2000              | Словаччина                   | 1–2                          | Японія                       | Літні Олімпійські ігри 2000 (Ч) Група D        | 15,289                       |
| 20 вересня 2000              | Норвегія                     | 2–1                          | КНР                          | Літні Олімпійські ігри 2000 (Ж) Група F        | 11,532                       |
| 20 вересня 2000              | Словаччина                   | 2–1                          | ПАР                          | Літні Олімпійські ігри 2000 (Ч) Група D        | 14,562                       |
| 24 вересня 2000              | США                          | 1–0                          | Бразилія                     | Літні Олімпійські ігри 2000 (Ж) Півфінал       | 11,000                       |
| 5 березня 2009               | Австралія                    | 0–1                          | Кувейт                       | Кваліфікація на Кубок Азії з футболу 2011      | 20,032                       |
| 7 жовтня 2011                | Австралія                    | 5–0                          | Малайзія                     | Товариський матч                               | 10,041                       |
| 10 січня 2015                | Південна Корея               | 1–0                          | Оман                         | Кубок Азії з футболу 2015 — Група A            | 12,552                       |
| 11 січня 2015                | ОАЕ                          | 4–1                          | Катар                        | Кубок Азії з футболу 2015 — Група C            | 5,513                        |
| 13 січня 2015                | Кувейт                       | 0–1                          | Південна Корея               | Кубок Азії з футболу 2015 — Група A            | 8,795                        |
| 15 січня 2015                | Бахрейн                      | 1–2                          | ОАЕ                          | Кубок Азії з футболу 2015 — Група C            | 7,925                        |
| 18 січня 2015                | КНР                          | 2–1                          | Північна Корея               | Кубок Азії з футболу 2015 — Група B            | 18,457                       |
| 20 січня 2015                | Ірак                         | 2–0                          | Палестина                    | Кубок Азії з футболу 2015 — Група D            | 10,235                       |
| 23 січня 2015                | Іран                         | 3–3 (пен. 6–7)               | Ірак                         | Кубок Азії з футболу 2015 — Чвертьфінал        | 18,921                       |
| 12 листопада 2015            | Австралія                    | 3-0                          | Киргизстан                   | Кваліфікація на чемпіонат світу з футболу 2018 | 19,412                       |
| 10 жовтня 2019               | Австралія                    | 5-0                          | Непал                        | Кваліфікація на чемпіонат світу з футболу 2022 | 18,563                       |